# Damville

Damville este o comună în departamentul Eure, Franța. În 2015 avea o populație de 2.068 de locuitori.